# مارتينا شروتر
مارتينا شروتر (بالألمانية: Martina Schröter)‏ (و. 1960  م) هي مجدفة ألمانية، ولدت في فايمار، شاركت في التجديف في ألعاب أولمبية صيفية 1980 – سيدات تجديف فردي ‏، والتجديف في الألعاب الأولمبية الصيفية 1988 – سيدات تجديف مزدوج ‏.

## جوائز
حصلت على جوائز منها:
- ترتيب الاستحقاق الوطني الذهبي
- وسام نجمة صداقة الشعوب لألمانيا الشرقية [الإنجليزية]‏.

## روابط خارجية
- مارتينا شروتر على موقع الاتحاد الدولي للتجديف (الإنجليزية)
- مارتينا شروتر على موقع اللجنة الأولمبية الدولية (الإنجليزية)
- مارتينا شروتر على موقع أوليمبيديا (الإنجليزية)